# Эхинацея пурпурная
Эхина́цея пурпу́рная (лат. Echinácea purpúrea) — многолетнее растение из семейства Астровые, или Сложноцветные (Asteraceae). Ранее это растение относили к роду Рудбекия (Rudbeckia) Рудбекия с тем же видовым эпитетом.
Популярное садовое декоративное растение. Классическое североамериканское прерийное растение с эффектными крупными цветками, похожими на ромашки, с характерным высоким конусовидным центром. Однако у них репутация недолговечных малолетников, но в теплом летнем климате они легко самосеваются, что обеспечивает их воспроизведение.

## Ботаническое описание
Растение высотой 90—100 см. Стебли прямые, шершавые.
Прикорневые листья на длинных, крылатых черешках, широкоовальные, зазубренные, резко суженные к черешку, собраны в розетку; стеблевые — сидячие, ланцетные, шершавые, расположены в очередном порядке.
Соцветия — корзинки; крупные, до 15 см в диаметре. Язычковые цветки пурпурово-розовые, на верхушке заостренные, до 4 см длиной; трубчатые — красновато-коричневые.
Цветёт с июля по сентябрь около 60 дней.

### Происхождение
Родом из восточной части США. Культивируется как декоративное и лекарственное растение.

## Таксономия
Эхинацея происходит от греческого, что означает «колючий», по отношению к колючим морским ежам «εχίνοι», на которых похожи спелые цветочные головки видов этого рода. Видовой эпитет purpurea означает «красновато-фиолетовый». Первоначально названная Линнеем Rudbeckia purpurea в 1753 году в Species plantarum 6, она была реклассифицирована в 1794 году Конрадом Мёнхом в новый род, названный Echinacea purpurea (L.) Moench.
В 1818 году Томас Наттолл описывает новый сорт, который он назвал Rudbeckia purpurea var. serotina. Всего два десятилетия спустя де Кандоль возвел его в ранг видов другого рода Echinacea serotina (Nutt.) DC., 1836.
Echinacea purpurea (L.) Moench, Methodus: 591. 1794.

### Синонимы
Согласно базе GBIF на январь 2023 в синонимику вида входят следующие наименования:
- ≡ Brauneria purpurea (L.) Britton
- ≡ Echinacea intermedia Lindl.
- = Echinacea intermedia Lindl. ex Paxton
- = Echinacea purpurea f. ligettii Steyerm.
- = Echinacea purpurea f. purpurea
- = Echinacea purpurea subsp. serotina (Nutt.) L.H.Bailey
- = Echinacea purpurea var. arkansana Steyerm.
- = Echinacea purpurea var. purpurea
- = Echinacea purpurea var. serotina (Nutt.) L.H.Bailey
- ≡ Echinacea serotina (Sw.) D.Don
- = Echinacea serotina (Sw.) D.Don ex G.Don
- = Echinacea serotina (Sw.) DC.
- = Echinacea speciosa (Wender.) Paxton
- = Helichroa alba Raf.
- = Helichroa amoena Raf.
- = Helichroa crocea Raf.
- = Helichroa elatior Raf.
- = Helichroa fusca Raf.
- = Helichroa fuscata Raf.
- = Helichroa linnaeana Raf.
- ≡ Helichroa purpurea Raf.
- = Helichroa purpurea (L.) Raf.
- = Helichroa uniflora Raf.
- = Lepachis purpurea Raf.
- ≡ Lepachys purpurea (L.) Raf.
- = Rudbeckia aspera Pers.
- = Rudbeckia hispida Hoffmanns.
- ≡ Rudbeckia purpurea L., basionym — Рудбекия пурпурная
- = Rudbeckia purpurea var. purpurea
- = Rudbeckia purpurea var. serotina Nutt.
- = Rudbeckia serotina (Nutt.) Sweet
- = Rudbeckia serotina Sw.

## Химический состав растения
Трава эхинацеи пурпурной содержит полисахариды (гетероксиланы, арабинорамногалактаны), эфирные масла (0,15—0,50 %), флавоноиды, оксикоричные (цикориевая, феруловая, кумаровая, кофейная) кислоты, дубильные вещества, сапонины, полиамины, эхинацин (амид полиненасыщенной кислоты), эхинолон (ненасыщенный кетоспирт), эхинакозид (гликозид, содержащий кофейную кислоту и пирокатехин), органические кислоты, смолы, фитостерины.
Корневища и корни — инулин (до 6 %), глюкозу (7 %), эфирные и жирные масла, фенолкарбоновые кислоты, бетаин, смолы. Все части растения содержат ферменты, макро- (калий, кальций) и микроэлементы (селен, кобальт, серебро, молибден, цинк, марганец и др.).

## Значение и применение

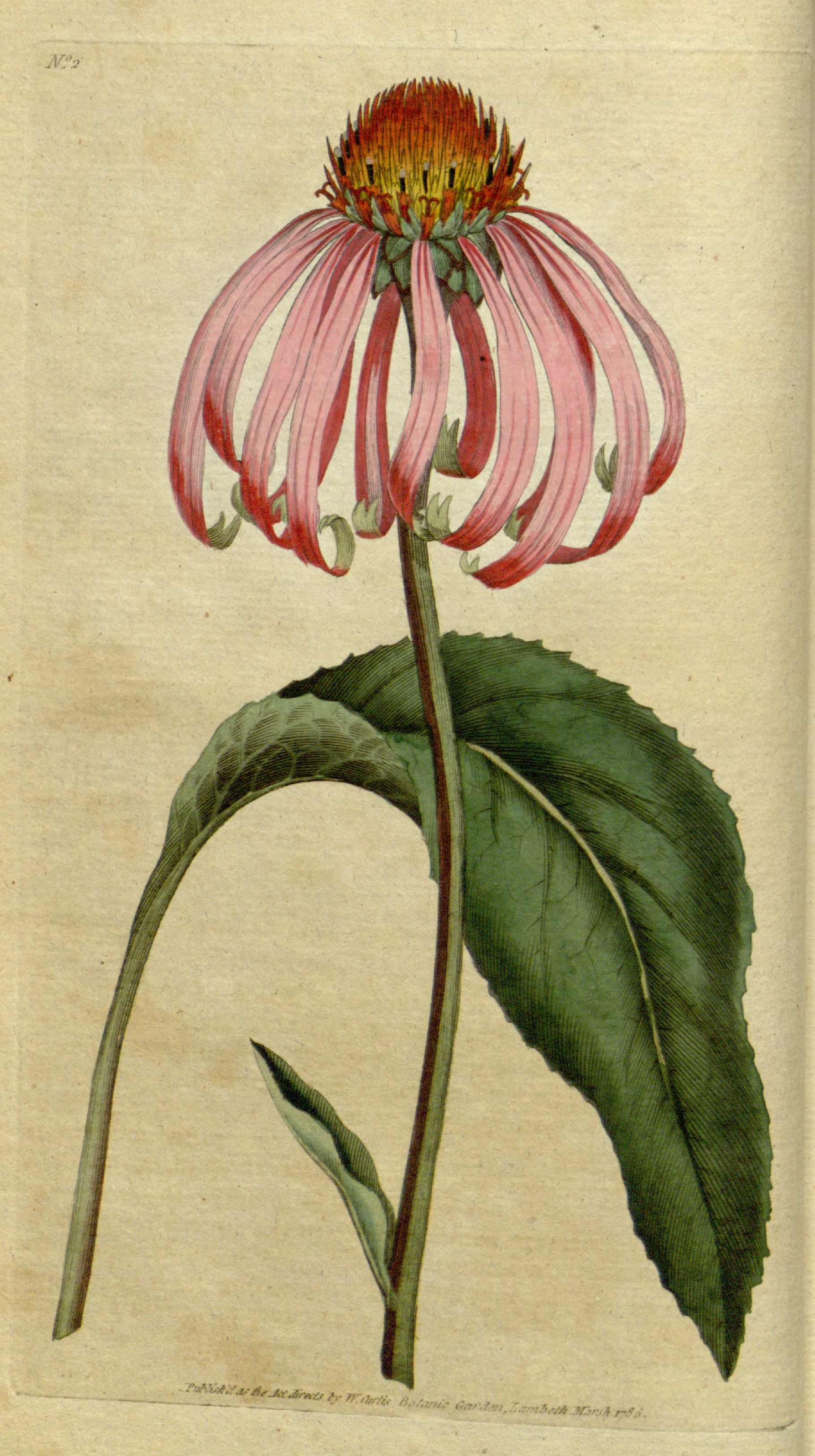
Ботаническая иллюстрация Сиденема Эдвардса из журнала «The Botanical Magazine», vol. 1., no. 2 (1792)

### Народная медицина
Эхинацея применялась в традиционной (альтернативной) медицине в различных целях, в частности при ранениях и инфекциях. Популярность средств из этой травы в Америке стала снижаться с появлением антибиотиков.
В некоторых случаях вызывает аллергию.

### Фармацевтические препараты
В медицинской практике отдельных стран в качестве иммуностимулирующего средства применяются настойки, отвары и экстракты эхинацеи.
Согласно исследованиям, включение в терапию простудных заболеваний препаратов на основе эхинацеи позволяет сократить продолжительность заболевания и облегчить его течение. Также эхинацея снижает риск развития рецидивирующих респираторных инфекций и частоту развития осложнений. Её иммуномодулирующие, противовирусные и противовоспалительные эффекты могут служить значительным преимуществом для восприимчивых[прояснить] людей.
В промышленных масштабах выпускаются, главным образом, лекарственные препараты и БАД, изготовленные на основе сока или экстракта травы эхинацеи пурпурной, например настойка эхинацеи на этиловом спирту. В клинической практике с доказанным опытом применения широко используются препараты, в производстве которых использовался сок свежесобранных растений (например, Иммунал, Иммунал плюс С, Эхинацея Вилар, Иммунорм-Тева, Иммунорм, Гербион эхинацея, Эхинацея Гексал).
Активные вещества сока свежесобранной эхинацеи при пероральном применении оказывают неспецифическое иммуностимулирующее действие.
Благодаря высокому содержанию в эхинацее эфирных масел, антиоксидантов, органических кислот, витаминов групп А, С и Е, препараты на основе эхинацеи повышают иммунитет[как?], помогают организму бороться с вирусами гриппа, герпеса, ОРВИ. Растение богато микроэлементами (железо, кальций, селен), которые оказывают лечебное воздействие на систему кроветворения, а также костно-мышечную систему и структуры соединительной ткани. Селен в комплексе с витаминами С и Е способствует выведению из организма свободных радикалов. Антиоксиданты предупреждают процесс раннего старения клеток организма, оказывают противоопухолевое воздействие.
В рандомизированном двойном слепом плацебо-контролируемом исследовании с участием 80 пациентов[малая выборка!] с симптомами простуды включение эхинацеи пурпурной в схему терапии острых простудных заболеваний позволяло сократить продолжительность заболевания[значимость факта?] в среднем на 3 дня.
В плацебо-контролируемом исследовании с участием 111 пациентов[малая выборка!] от 18 до 65 лет было показано[значимость факта?], что при включении препаратов эхинацеи в терапию при первых признаках респираторной инфекции заболевание протекает в более легкой форме – были достоверно менее выражены симптомы ОРВИ (такие как головная боль, насморк, боль в горле и др.).
В метаанализ были включены 6 клинических исследований с общим количеством участников 2458. Применение экстрактов эхинацеи было ассоциировано со статистически значимым снижением риска рецидивов респираторных инфекций (ОР 0,649, 95 % ДИ 0,545-0,774; р < 0,0001). Осложнения, включая пневмонию, средний отит/наружный отит и тонзиллит/фарингит, также были менее частыми при лечении эхинацеей (ОР 0,503, 95 % ДИ 0,384-0,658; Р < 0,0001).
Согласно данным обзора Кокрановского сотрудничества, эхинацея не эффективна для предотвращения или лечения простуды.
Большинство потребителей и врачей не осведомлены о том, что препараты, доступные под названием «эхинацея», значительно различаются по своему составу, в основном из-за использования различного растительного материала, различных методов экстракции и добавления других компонентов.

### Садоводство
Отдельные сорта эхинацеи используются в декоративном садоводстве (иногда под названием «рудбекия пурпурная»). Выращивают обычно в миксбордерах или отдельными группами, часто используются в цветниках новой волны и в натуралистичных посадка. Садоводами ценится яркое и продолжительное цветение растений. После цветения, осенью и зимой, декоративность могут представлять тёмно-коричневые семенные головки.
Растения пригодны для срезки: соцветия долго стоят в воде, не теряя декоративных качеств.

### Прочее
Некоторые пчеловоды настаивают мёд на эхинацее. Мёдопродуктивность от 60 до 130 кг мёда с 1 га. Среднее время цветения 75 дней, одного цветка — 30 дней. Исследования Сумской сельскохозяйственной опытной станции показали, что в среднем на одном растении насчитывается 228 функционирующих цветков. Содержание сахара в 100 цветках составило 0,11 мг, а средняя продуктивность нектара за три года 108 кг сахара на 1 га посева. При подсчете пчёл на 10 м² работало от 19 до 24 штук. Кроме нектара собирали пыльцу грязно—желтого цвета.
Урожайность зеленой массы 30—35, сухой травы 10—13, сухих корней 2,2  тонн с гектара, семян с летних плантаций от 2,5 до 3,0 центнеров с гектара. Зеленая масса при добавлении в корм благоприятно действует на рост молодняка крупного рогатого скота и свиней.

## Сорта
| |  |  |  |  |
| 1, 4 — Эхинацея сортов 'Sundown' и 'White Swan' в миксбордере. 2 — Бабочка Данаида монарх (Danaus plexippus) на цветке. 3, 5 — Плоды и рассада растения. |  |  |  |  |